# Pristimantis turik
Pristimantis turik es una especie de anfibio anuro de la familia Craugastoridae.

## Distribución geográfica
Esta especie es endémica del estado de Zulia en Venezuela. Se encuentra en el municipio de Rosario de Perijá a unos 1700 m sobre el nivel del mar en la Sierra de Perijá.

## Descripción
El holotipo macho mide 29 mm.

## Etimología
El nombre de la especie le fue dado en referencia al lugar de su descubrimiento, la mesa Turik.

## Publicación original
- Barrio-Amorós, Rojas-Runjaic & Infante-Rivero, 2008: Three new Pristimantis (Anura: Leptodactylidae) from sierra de Perija, estado Zulia, Venezuela. Revista Española de Herpetologia, vol. 21, p. 71-94[4]